# ヴィーナス (ORIGINAL LOVEの曲)
「ヴィーナス」(The Venus)は、1992年4月8日に発売されたORIGINAL LOVE通算3作目のシングル。

## 解説
「ヴィーナス」はアルバム『結晶 SOUL LIBERATION』からの先行シングル曲でアルバムと同じだが、エンディングが20秒ほど短い。この曲は後にリミックス・アルバム『SESSIONS』に木原龍太郎のピアノ伴奏による“VOCAL & PIANO VERSION”として収録されたほか、アルバム『SUNNY SIDE OF ORIGINAL LOVE』では新録音で収録された。2007年10月24日に『standard of 90's』シリーズの一つとして『結晶 SOUL LIBERATION』が24bit デジタル・リマスタリング、紙ジャケット仕様の田島貴男監修・公認盤での再発時に、ヴォーカル・トラックがオリジナル盤と異なるテイクに差し替えられた。この曲は当初、「魅惑の宵」という仮タイトルで紹介されていた。
カップリング曲「スクランブル」も『結晶 SOUL LIBERATION』からの先行収録曲で、アルバムと同一内容。収録時間はアルバムと変わらないが、誤って“5分47秒”と表記されている。
「ヴィーナス（オリジナル・カラオケ）」は、1995年12月にリリースされたアーティスト非監修のボックス・セット『COLOR CHIPS ORIGINAL LOVE LEGEND 1991-1994』のオリジナル・カラオケ集“GREEN”に収録された。

## 収録曲
1. ヴィーナス The Venus  –  (5'11")
  - 作詞：木原龍太郎、作曲：田島貴男、編曲：オリジナル・ラヴ
  - ブティックJOY TVCFイメージソング
2. スクランブル Scramble  –  (4'47")
  - 作詞：木原龍太郎、作曲：田島貴男、編曲：オリジナル・ラヴ
  - テレビ東京系『TXNニュース THIS EVENING』テーマ曲
3. ヴィーナス（オリジナル・カラオケ） The Venus (instrumental version)

## リリース日一覧
| 地域 | リリース日   | レーベル                | 規格          | カタログ番号 | 備考                                                    |
| ---- | ------------ | ----------------------- | ------------- | ------------ | ------------------------------------------------------- |
| 日本 | 1992年4月8日 | EASTWORLD ⁄ TOSHIBA EMI | 8cmCDシングル | TODT-2796    | タイトル・トラックのオリジナル・カラオケを含む3曲収録。 |

## カバー

### ヴィーナス The Venus
| アーティスト          | 収録作品（初出のみ）           | 発売日         | 規格 | 品番       |
| --------------------- | ------------------------------ | -------------- | ---- | ---------- |
| TOKYO'S coolest combo | TOKYO'S COOLEST COMBO IN TOKYO | 1993年07月01日 | CD   | COCA-10867 |
| SOLAR                 | the venus                      | 1999年07月01日 | CD   | ESCB-2002  |
| DUBSENSEMANIA         | ついておいで                   | 2005年04月20日 | CD   | AICL-1608  |
| Cotton Garden         | COTTON GARDEN                  | 2008年05月21日 | CD   | KCCD-318   |